# Малинівка (Пуховицький район)
Малинавка (біл. вёска Малінаўка) — село в складі Пуховицького району Мінської області, Білорусь. Село підпорядковане Новопольській сільській раді, розташоване в центральній частині області.